# Вельке-Дроги
Ве́льке-Дро́ги (пол. Wielkie Drogi) — село в Польше в сельской гмине Скавина Краковского повета Малопольского воеводства.

## География
Село располагается при государственной дороге № 44 в 9 км от административного центра гмины города Скавина и в 20 км от административного центра воеводства города Краков.
В 1975—1998 годах село входило в состав Краковского воеводства.

## Население
По состоянию на 2013 год в селе проживало 1 171 человека.
| 2008  | 2013  |
| ----- | ----- |
| 1 149 | 1 171 |

Данные переписи 2013 года:
| Перепись  | Всего   | Всего | Женщины | Женщины | Мужчины | Мужчины |
| --------- | ------- | ----- | ------- | ------- | ------- | ------- |
| Единицы   | человек | %     | человек | %       | человек | %       |
| Население | 1 171   | 100   | 575     | 49,1    | 596     | 50,9    |